# Aleh Lohwin

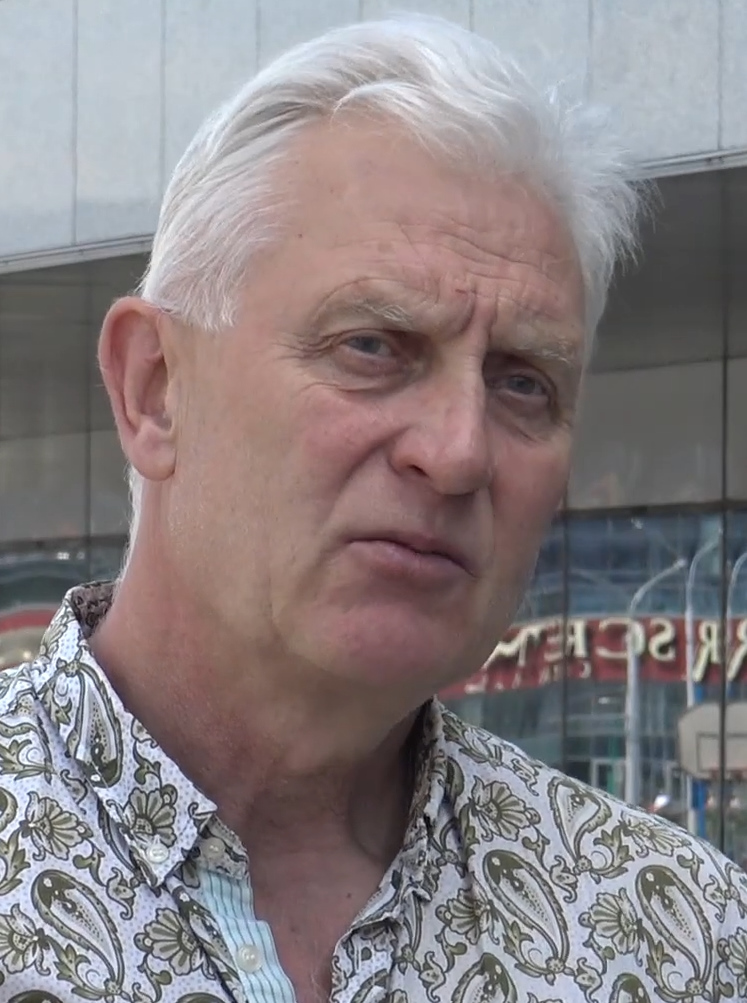
Aleh Lohwin (2019)

 Aleh Mikalajewitsch Lohwin  (russisch Олег Николаевич Логвин; belarussisch Алег Мікалаевіч Логвін; * 23. Mai 1959 in Minsk) ist ein ehemaliger sowjetischer Radrennfahrer und Olympiasieger im Radsport.

## Sportliche Laufbahn
Lohwin stammt aus dem belarussischen Minsk und war in der Sowjetunion aktiv. Er war Mitglied der sowjetischen Nationalmannschaft. Mit dem Gewinn der Silbermedaille bei den UCI-Weltmeisterschaften der Junioren 1977 in Österreich im Mannschaftszeitfahren trat er erstmals international hervor. 1980 gewann er eine Etappe der Niedersachsen-Rundfahrt und wurde im August mit der Auswahl der Sowjetunion (mit Juri Kaschirin, Anatoli Jarkin und Sergei Schelpakow) Olympiasieger im Mannschaftszeitfahren. Ein Jahr später gewann er bei der UCI-Straßen-Weltmeisterschaft in dieser Disziplin Silber, 1982 folgte die Bronzemedaille. Im Mai war er bei der Internationalen Friedensfahrt 13. geworden (1984 kam er auf Platz 24 ein). In Deutschland gewann er 1982 die Bimsland-Rundfahrt.
Lohwin gewann Etappen in verschiedenen Rundfahrten, wie dem britischen Milk-Race, der Kolumbien-Rundfahrt und der Holland-Rundfahrt. 1984 wurde er sowjetischer Vize-Meister im Straßenrennen. In seiner Zeit als Amateur startete er für den Verein Trud Minsk.
Von 1989 bis 1992 war er als Berufsfahrer mit Verträgen in Italien, Russland und Portugal aktiv. Er gewann als Profi drei Rennen.